# Liptovská Štiavnica
Liptovská Štiavnica (Hongaars: Nagyselmec) is een Slowaakse gemeente in de regio Žilina, en maakt deel uit van het district Ružomberok.
Liptovská Štiavnica telt 1.048 inwoners.